# Лурье, Роза Григорьевна
Роза Григорьевна Лурье (первоначально Рашель Григорьевна; 1876—1954, Ленинград) — русский и советский врач-гинеколог, учёный-медик. Доктор медицинских наук, профессор.

## Биография
Родилась в Киеве в семье Гирша Александровича Лурье и Марии Борисовны Лурье (урождённой Аринштейн, 1847—1939). Племянница детского врача, профессора Евгения Львовича Скловского. Окончила медицинский факультет в 1901 году в Париже и в том же году поселилась в Петербурге. Диссертацию на степень доктора медицины по теме «Об эпителиальных опухолях мышей» защитила в 1911 году в Императорской военно-медицинской академии. Проходила стажировку в Императорском клиническом повивально-гинекологическом институте под руководством лейб-акушера Императорского Двора доктора Д. О. Отта, где впоследствии была оставлена научным сотрудником и заведующей акушерским отделением. Работала в этом институте (впоследствии Дворец материнства и детства) на протяжений нескольких десятилетий.
Провела исследования электрокоагуляции в акушерской и гинекологической практике. Занималась разработкой методологических аспектов родовспоможения. Уволена из института в 1950 году в разгар кампании по борьбе с космополитизмом. Была также старшим научным сотрудником Центрального института акушерства и гинекологии Министерства здравоохранения СССР.
Автор ряда научных трудов по клиническим и патофизиологическим проблемам беременности и родовспоможения, экстрагенитальной патологии у беременных.

## Семья
- Брат — дерматовенеролог Александр Григорьевич Лурье (1868—1954), профессор и заведующий кафедрой кожновенерических болезней Киевского института усовершенствования врачей.
- Двоюродный брат — писатель Илья Григорьевич Эренбург[9].
- Племянник — режиссёр Григорий Михайлович Козинцев; племянница — художница Любовь Михайловна Козинцова[10].
- Двоюродная сестра — Лидия Евгеньевна Фридман-Скловская, была замужем за видным советским педиатром и детским нефрологом Э. И. Фридманом.

## Монографии
- Об эпителиальных опухолях мышей. Императорская военно-медицинская академия. СПб: Типография Отделения корпорации пограничной стражи, 1911.
- Предохранительные средства от беременности. 5-е издание, Л.: Ленинградская правда, 1928; 6-е издание — ОГИЗ, 1930.
- Что должна знать беременная женщина. Л., 1930 (несколько переизданий).
- Роды без боли (памятка). Л., 1936.
- Гигиена беременности. Л.: Издательство Ленинградского дома санитарной культуры, 1937 и 1940.
- Методика определения срока беременности. Краткий справочник для врачей. Л., 1938.

## Под редакцией Р. Г. Лурье
- Сто пятьдесят лет деятельности Центрального института акушерства и гинекологии Министерства здравоохранения СССР. В 2-х тт. Л., 1948.

## Журнальные публикации и брошюры
- «О гистологических изменениях в тканях нормальных и поражённых раковым новообразованием под влиянием фульгурации» (1909);
- «К учению об эпителиальных опухолях у мышей» (1909)
- «Влияние электро-коагуляции на ткани организма» (1911);
- «О весе беременных и доношенных новорождённых военного и голодного времени» (1920)
- «Отчего происходят ошибки при определении срока беременности и как их изжить» (1940);
- «Почему аборт вреден и опасен» (1940)